# Paralegal studies

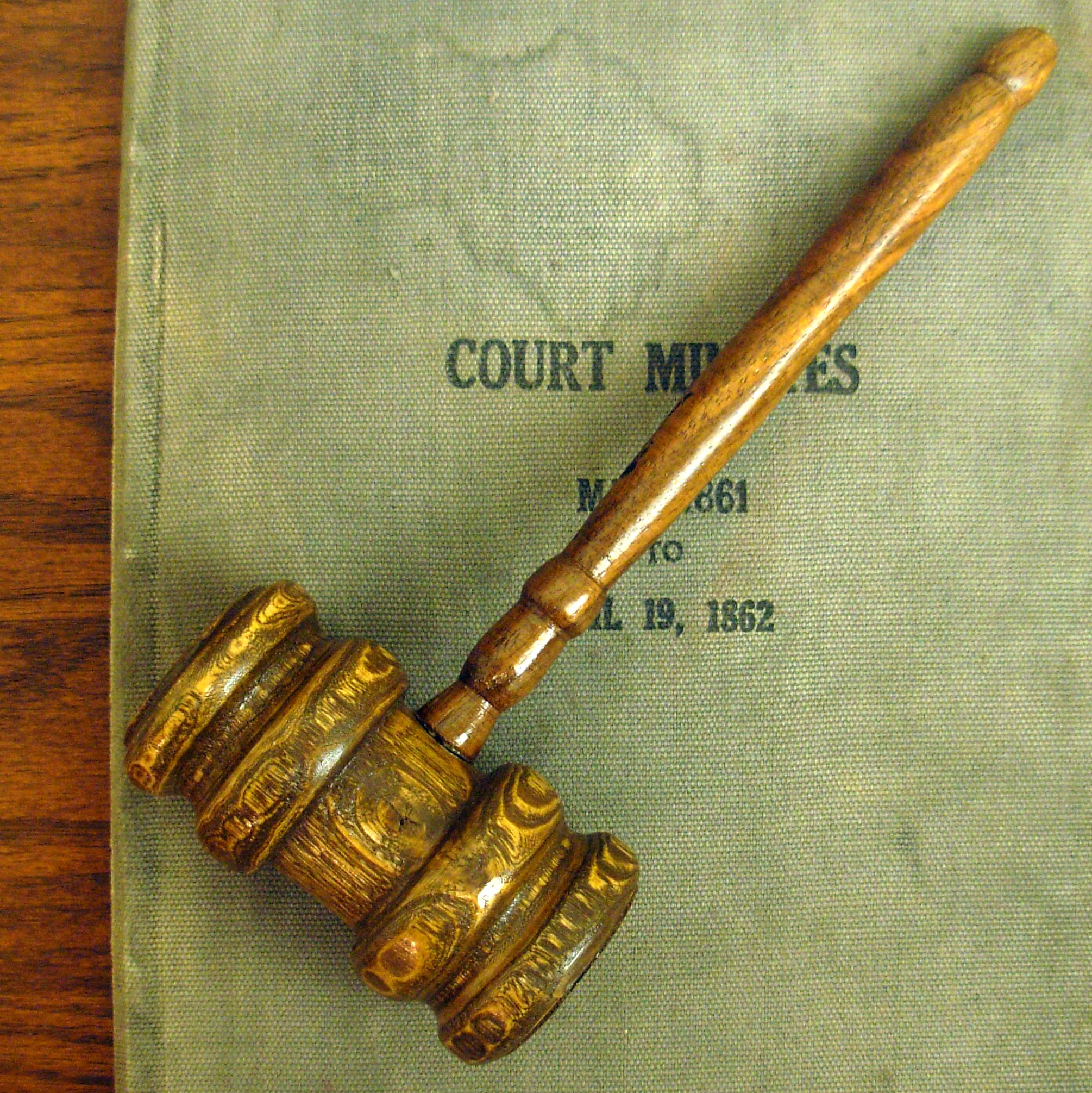

Юридическое управление (также: юридическое образование, параюридические исследования) — академическая и профессиональная дисциплина, которая представляет собой гибрид между изучением права и управления (то есть бизнес-администрирование, государственное управление и т. д.). Как правило, считается лучшей подготовительной юридической программой для тех, кто стремится стать членами бар[уточнить]. Зачастую, выпускники программ юридического управления получают профессиональную степень в области права, такие как доктор права или бакалавр права, в то время как некоторые работают в качестве помощников юристов, судебных клерков, политологов, политиков, государственных служащих, предпринимателей, руководителей бизнеса, или выбирают профессию в науке.
Степень была разработана в Филиппинах и впервые была представлена в университете Атенео де Манила в 1980-х годах бывшим председателем Филиппинского Верховного Суда Ренато Корона. Степень также предложена в Соединенных Штатах, в частности, в университете Калифорнии в Беркли.